# Abu l-Qasim (Emir)
Abū l-Qāsim Alī ibn al-Hasan (arabisch أبو القاسم علي بن الحسن, DMG Abū l-Qāsim ʿAlī b. al-Ḥasan; † 15. Juli 982 bei Crotone) war von 964 bis 982 Emir von Sizilien, der dritte Emir aus der Dynastie der Kalbiten, die von 948 bis 1053 herrschten.

## Vorgeschichte

Italien um das Jahr 1000

Sizilien war zwischen 827 und 878 von den Arabern der sunnitischen Aghlabiden-Dynastie von Ifrīqiya (Tunesien) erobert worden. Nach dem Sturz der Aghlabiden im Jahre 909 machten sich die Emire von Sizilien zunächst zunehmend eigenständig. Den schiitischen Fatimiden, die die Aghlabiden in Nordafrika verdrängt hatten, gelang es 948, ihre Oberhoheit auch in Sizilien durchzusetzen. Kalif Isma`îl al-Mansûr ernannte Hassan al-Kalbi zum Emir von Sizilien. Dieser residierte in Palermo, begründete die Dynastie der Kalbiten, begann erneute Raubzüge nach Italien, und machte sich erfolgreich an die Stärkung seiner Selbständigkeit. Hassan al-Kalbi ging 954 in die neue fatimidische Hauptstadt al-Mansuriya und starb 964. In Sizilien folgte ihm sein Sohn Ahmad ibn Hassan († 969).

## Regentschaft in Sizilien
Ahmad ibn Hassans Sohn und Nachfolger Abu al-Qasim verfolgte die gleiche Politik. Als die fatimidischen Kalifen ihren Sitz 973 von Ifriqiya nach Kairo verlegten, erhöhte sich die Selbständigkeit des Insel-Emirats weiter. Zwar hatten die Fatimiden ihren Vasallen Buluggin ibn Ziri (971–984) als Vizekönig in Ifriqiya eingesetzt, aber da sie ihre Flotte mit nach Ägypten genommen hatten, ging die Kontrolle über die Kalbiten in Sizilien verloren.
Da das Byzantinische Reich nach dem Tod des Kaisers Johannes Tzimiskes 976 in eine schwere Regierungskrise stürzte, boten die griechischen Besitzungen in Süditalien ein einladendes Ziel für Abu al-Qasim. Er stieß auf das Festland vor, wurde aber dort eine Zeit lang von Pandulf I. „Eisenkopf“, dem langobardischen Fürsten von Capua, Benevent und Spoleto und dann auch von Salerno, in Schach gehalten. Pandulf starb im März 981, und seine Söhne und Nachfolger waren zu uneinig und schwach, sich erfolgreich gegen die Sarazenen zur Wehr zu setzen.
Daraufhin machte sich Kaiser Otto II. mit einem Heer von Panzerreitern auf nach Süditalien. Um sein eigentliches Ziel, die Durchsetzung seines Herrschaftsanspruchs in Süditalien, nicht zu gefährden, akzeptierte er dabei die Ergebnisse der inneren Kämpfe um die Thronfolge in den langobardischen Fürsten- und Herzogtümern. Ottos Heer eroberte 982 Tarent und zog dann nach Kalabrien, unter wiederholten Scharmützeln mit Abu al-Qasims Leuten.

## Schlacht am Kap Colonna und Tod
Im Juli 982 kam es beim Kap Colonna bei Crotone zur Entscheidungsschlacht. Zunächst sah es nach einem Sieg der kaiserlichen Truppen aus. Abu al-Qasim fiel im Kampf. Doch seine Nachhut und die der ersten Phase der Schlacht entkommenen Sarazenen formierten sich erneut, überraschten die inzwischen siegesfrohen und unachtsamen Deutschen und brachten ihnen eine vernichtende Niederlage bei. Kaiser Otto entkam mit Mühe auf ein byzantinisches Handelsschiff.